# Damhnait Doyle
Damhnait Doyle (Labrador City, 9 dicembre 1975) è una cantautrice e conduttrice televisiva canadese.
È stata membro della band canadese Shaye dal 2003 al 2009, composta da Kim Stockwood e Tara MacLean (2003-2007). Nel 2009 insieme a Blake Manning, Stuart Cameron e Peter Fusco, formò una nuova band chiamata The Heartbroken. Nel giugno 2020 ha presentato i Juno Awards.

## Discografia

### Album in studio
- 1996 – Shadows Wake Me
- 2000 – Hyperdramatic
- 2003 – Davnet
- 2008 – Lights Down Low
- 2019 – Liquor Store Flowers

### EP
- 1999 – Hyperdramatic Sampler

### Singoli
- 1996 – A List of Things
- 1996 – Whatever You Need